# Oka Nikolov
Oka Nikolov (in macedone Ока Николов?; Erbach, 25 maggio 1974) è un allenatore di calcio ed ex calciatore macedone, di ruolo portiere, preparatore dei portieri del Los Angeles FC.

## Palmarès

### Club

#### Competizioni nazionali
- Campionato tedesco di seconda divisione: 1

Eintracht Francoforte: 1997-1998